# Rion-des-Landes
Rion-des-Landes (gaskonsko Arrion) je naselje in občina v francoskem departmaju Landes regije Akvitanije. Naselje je leta 2009 imelo 2.360 prebivalcev.

## Geografija
Kraj leži v pokrajini Gaskonji 39 km zahodno od Mont-de-Marsana.

## Uprava
Občina Rion-des-Landes skupaj s sosednjimi občinami Bégaar, Beylongue, Boos, Carcen-Ponson, Laluque, Lesgor, Pontonx-sur-l'Adour, Saint-Yaguen, Tartas in Villenave sestavlja kanton Tartas-zahod s sedežem v Tartasu. Kanton je sestavni del okrožja Dax.

## Zanimivosti
- romansko neogotska cerkev sv. Jerneja iz 12. in 19. stoletja,
- Château Bellegarde, dvorec iz 19. stoeletja, danes sedež županstva,
- arena Rion-des-Landes

## Promet
- turistično letališče Rion-des-Landes,
- železniška postaja Gare de Rion-des-Landes na progi Bordeaux-Saint-Jean - Irun.